# 二俣尾
二俣尾（ふたまたお）とは、東京都青梅市にある地名。現行行政地名は二俣尾一丁目から二俣尾五丁目。郵便番号は198-0171。

## 概要
市域西部に位置し、中央部にはJA西東京の拠点支店がある。 

## 地理
南側には多摩川が位置し、東西を青梅街道が貫き、江戸と甲府を結ぶ甲州裏街道として機能していた歴史もある。北部は山地になっており、高水三山のうちの岩茸石山や高水山に面している。

## 歴史
「三田村の歴史」を参照。
- 1889年（明治22年）4月1日 - 町村制施行により、神奈川県西多摩郡沢井村下分、沢井村上分、二俣尾村、御岳村、御岳山が合併し西多摩郡三田村が成立。二俣尾村は大字二俣尾となる。
- 1893年（明治26年）4月1日 - 西多摩郡が南多摩郡、北多摩郡と共に東京府へ編入。
- 1943年（昭和18年）7月1日 - 東京都制施行。（東京府廃止。）
- 1955年（昭和30年）4月1日 - 吉野村、小曽木村、成木村と共に青梅市へ編入され、消滅。大字二俣尾は三田地区に属する。
- 1969年（昭和44年）7月 - 沢井地区に新町区域指定、町名変更実施。大字二俣尾は二俣尾一丁目から二俣尾五丁目に変更[5]

## 世帯数と人口
2021年（令和3年）3月1日現在の世帯数と人口は以下の通りである。
| 町丁         | 世帯数  | 人口    |
| ------------ | ------- | ------- |
| 二俣尾一丁目 | 94世帯  | 195人   |
| 二俣尾二丁目 | 330世帯 | 738人   |
| 二俣尾三丁目 | 283世帯 | 631人   |
| 二俣尾四丁目 | 127世帯 | 241人   |
| 二俣尾五丁目 | 91世帯  | 210人   |
| 計           | 925世帯 | 2,015人 |

## 小・中学校の学区
市立小・中学校に通う場合、学区は以下の通りとなる。
| 町丁         | 番地 | 小学校             | 中学校           |
| ------------ | ---- | ------------------ | ---------------- |
| 二俣尾一丁目 | 全域 | 青梅市立第六小学校 | 青梅市立西中学校 |
| 二俣尾二丁目 | 全域 | 青梅市立第六小学校 | 青梅市立西中学校 |
| 二俣尾三丁目 | 全域 | 青梅市立第六小学校 | 青梅市立西中学校 |
| 二俣尾四丁目 | 全域 | 青梅市立第六小学校 | 青梅市立西中学校 |
| 二俣尾五丁目 | 全域 | 青梅市立第六小学校 | 青梅市立西中学校 |

## 消防
- 青梅市消防団分団[7]
  - 第五分団 - 沢井地区

## 施設など
- 青梅警察署二俣尾駐在所
- 二俣尾郵便局
- 石神前駅前広場
- 二俣尾2丁目運動広場
- 二俣尾診療所
- 西東京農業協同組合二俣尾支店
- ブリヂストン奥多摩園 - 大正時代に開園した遊園地の青梅鉄道楽々園跡にある保養施設。
- セブンイレブン青梅二俣尾店
- おくたま路
- 二俣尾保育園
- 青梅市立第六小学校
- 石神社
- 山の神
- 神明神社
- 海禅寺
- 正明院
- 泉蔵院
- 高源寺
- 慶徳寺
- 辛垣城跡
- 神代万年橋旧跡

## 交通
- 国道411号（青梅街道）
- JR青梅線
  - 二俣尾駅
  - 石神前駅